# Remington Modelo 721
El Modelo 721 y el Modelo 722, junto con el posterior Modelo 725, son rifles de cerrojo producidos por Remington Arms entre los años 1948 y 1961.  
El 721 y el 722 que reemplazaron al modelo 720 están considerados como los primeros rifles deportivos modernos producidos por Remington, cuyo diseño en gran parte continúa con el altamente exitoso modelo 700. 
Conocido por ser sumamente preciso y con un cerrojo de alimentación por empuje, basado en el mecanismo Mauser, está considerado uno de los más fuertes producidos.

Antes de la Segunda Guerra Mundial, el modelo 30 de Remington había sido el rifle deportivo de cerrojo estándar de Remington. Sin embargo, la producción se detuvo durante la Segunda Guerra Mundial; momento en el que Remington ganó experiencia en la fabricación de armas de fuego a gran escala de manera más eficiente y para el final de la guerra, la tecnología de fabricación había avanzado significativamente. Según estos estándares, los diseños más antiguos como el Modelo 30 (y la variante del Modelo 720) exigían mucha mano de obra y por consiguiente resultaban costosos de producir al no poder aprovecharse los avances de fabricación.

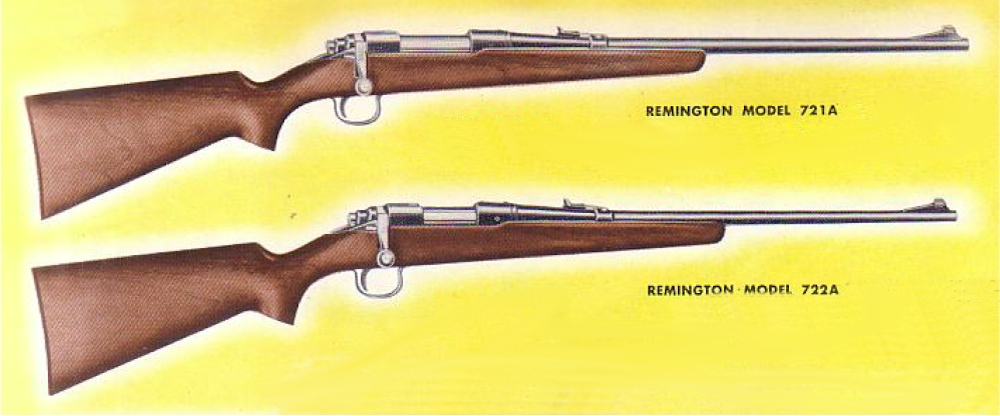
Remington Modelo 721A y 722A en 1948

El mecanismo Mauser 98 era reconocido popularmente como el mecanismo más adecuado para un rifle deportivo, pero también era complejo y se requeriría cambios de diseño para aprovechar mejor las técnicas de producción modernas.
Por esa razón Remington optó por desarrollar un diseño de rifle completamente nuevo y moderno de la mano de Mike Walker y Homer Young desempeñando papeles clave, convergiendo en el desarrollo del Remington Modelo 721/722.
El nuevo modelo 721/722 se introdujo en 1948 con versiones de lujo estuvieron disponibles a partir del año 1955 mientras que la variante del Modelo 725 se introdujo más tarde en 1958. Todos estos modelos comparten un diseño en común que se diferencia solo en las características externas que pueden denominarse colectivamente en este artículo como el Modelo 721 a menos que se indique lo contrario. 
La producción del modelo 721 finalizó en 1961 y el reemplazo por el Remington Modelo 700 se dio en 1962 en conjunto con el nuevo 7mm Remington Magnum. El Modelo 700 también fue diseñado por Mike Walker y continúa en gran medida el diseño del 721 con mejoras estéticas modernas.

## Detalles de diseño

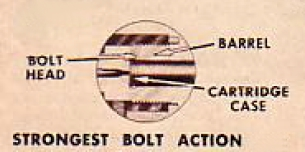
Remington describió la acción de tornillo como el más fuerte nunca desarrollado cuándo introducido con cabeza de tornillo cerrado encased en barril

Comparado con el mecanismo del Mauser 98, el Remington presenta modificaciones que buscan reducir el tiempo y costo de producción.  El perno que ajusta el cajón de mecanismo consiste una sencilla plancha de acero entre el cañón y la recámara.
Remington promocionó el rifle como el "mecanismo de cerrojo más fuerte jamás desarrollado". con una nueva cabeza de cerrojo revestida. El perno fue rediseñado y hecho de múltiples piezas. El extractor se eliminó en favor de una pieza pequeña pero efectiva montada en una cara de perno recién empotrada. El eyector ahora era un émbolo en la cara del cerrojo en lugar de una uña externa montada en el receptor.
El 721A grado Estándar estuvo disponible durante todos los años de producción y sus características incluyeron culata de nogal americano de diseño deportivo, cerrojo y tornillo abrillantados, perforados para monturas, sistema de almacenaje para cuatro cartuchos, alza ajustable, guion en rampa, y cantonera de metal.

## Producción
Remington fabricó el Modelo 721 en Ilion, Nueva York. Estimaciones de producción son:
- Modelo 721 y Modelo 722: ~118,000[1]
- Modelo 725:  ~17,000

## Variantes de modelo

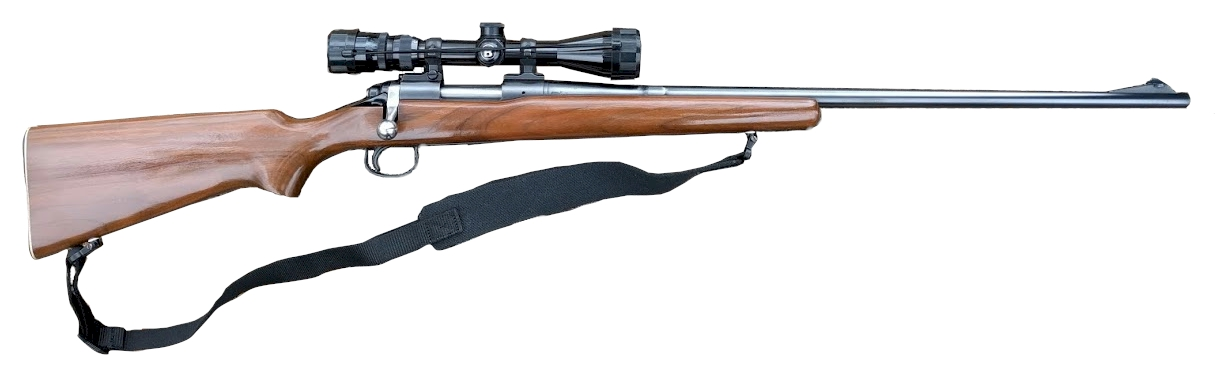
Remington Modelo 722A de 1955 en calibre .244 Remington

- Modelo 721A grado Estándar
- Modelo 721BDL grado Deluxe
- Modelo 722A grado Estándar
- Modelo 722BDL grado Deluxe
- Modelo 725ADL grado Deluxe

### Modelo 721
El Modelo 721 era la versión de mecanismo largo diseñado para cartuchos más largos.
El 722A grado Estándar estuvo disponible durante todos los años de producción. Características de esta versión incluía culata deportiva de nogal americano, mecanismo y pernos pulidos, perforaciones para acoplar monturas, almacenaje para cuatro cartuchos, alza ajustable, guion mate, cantonera de metal.
El 721BDL Deluxe; disponible de 1955 hasta que 1957 y finalmente reemplazado por el 725. Además de las características estándares, el BDL presenta una culata de nogal americano selecto, checkering hecho a mano y cabestrillo para swivels.
La variante en .300 H&H Magnum incluyó una cantonera de goma y solo puede almacenar tres cartuchos en vez de cuatro.

### Modelo 722
El Modelo 722 fue la versión con cajón de mecanismo corto.
El 722BDL Deluxe  se produjo de 1955 hasta que 1957 y finalmente fue reemplazado por el 725. Además de las características estándares, el BDL ofrecía una culata de nogal selecto, checkering hecho a mano y swivels.
El .222 Remington era a menudo separado fuera de otros 722 y comercializado como rifle alimañero a menudo presentando un cañón de 26 pulgadas.

### Modelo 725

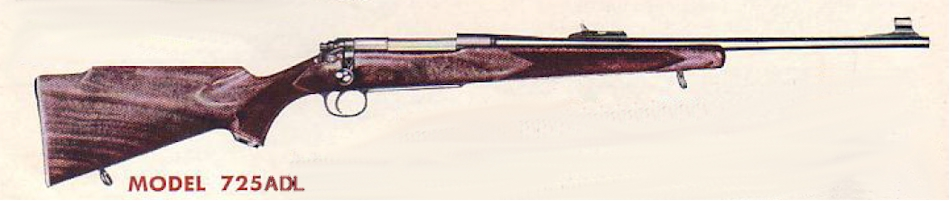
Remington 725ADL tan mostrado en 1960

El Modelo 725ADL introducido en 1958 reemplazó al 721BDL y 722BDL como el deluxe de la línea 721. El 725ADL estuvo en producción de 1958 hasta 1961. A diferencia del 721/722, el 725 era sólo traía un mecanismo largo a pesar de ser recamarado para una variedad de cartuchos tanto cortos como largos.
la culata del 725ADL tenía un diseño con Monte Carlo, plato con bisagra para facilitar descargar la munición. La mayoría de estas características continuaron en el Remington 700. 
El poco común 725 Kodiak se produjo en 1961 con disponibilidad limitada. Esta variante era singularmente recamarada para disparar el .375 Holland & Holland Magnum y el .458 Winchester Magnum.

### Modelos por año
| Año  | Estándar   | Deluxe         |
| ---- | ---------- | -------------- |
| 1948 | 721A, 722A |                |
| 1949 | 721A, 722A |                |
| 1950 | 721A, 722A |                |
| 1951 | 721A, 722A |                |
| 1952 | 721A, 722A |                |
| 1953 | 721A, 722A |                |
| 1954 | 721A, 722A |                |
| 1955 | 721A, 722A | 721BDL, 722BDL |
| 1956 | 721A, 722A | 721BDL, 722BDL |
| 1957 | 721A, 722A | 721BDL, 722BDL |
| 1958 | 721A, 722A | 725ADL         |
| 1959 | 721A,722A  | 725ADL         |
| 1960 | 721A, 722A | 725ADL         |
| 1961 | 721A, 722A | 725ADL         |

### Calibres
Según año y variante de modelo, Remington recamaró los rifles para una variedad de cartuchos metálicos.
| Año  | Modelo 721 | Modelo 721 | Modelo 721 | Modelo 721 |
| ---- | ---------- | ---------- | ---------- | ---------- |
| 1948 | 270 Win    |            | 300 Mag    | 30-06      |
| 1949 | 270 win    |            | 300 Mag    | 30-06      |
| 1950 | 270 win    |            | 300 Mag    | 30-06      |
| 1951 | 270 win    |            | 300 Mag    | 30-06      |
| 1952 | 270 win    |            | 300 Mag    | 30-06      |
| 1953 | 270 win    |            | 300 Mag    | 30-06      |
| 1954 | 270 win    |            | 300 Mag    | 30-06      |
| 1955 | 270 win    |            | 300 Mag    | 30-06      |
| 1956 | 270 win    |            | 300 Mag    | 30-06      |
| 1957 | 270 win    |            | 300 Mag    | 30-06      |
| 1958 | 270 win    |            | 300 Mag    | 30-06      |
| 1959 | 270 win    |            | 300 Mag    | 30-06      |
| 1960 | 270 win    | 280 Rem    | 300 Mag    | 30-06      |
| 1961 | 270 win    | 280 Rem    | 300 Mag    | 30-06      |

| Año  | Modelo 722 | Modelo 722 | Modelo 722 | Modelo 722 | Modelo 722  | Modelo 722 | Modelo 722 |
| ---- | ---------- | ---------- | ---------- | ---------- | ----------- | ---------- | ---------- |
| 1948 |            |            |            |            | 257 Roberts | 300 Sav    |            |
| 1949 |            |            |            |            | 257 Roberts | 300 Sav    |            |
| 1950 | 222 Rem    |            |            |            | 257 Roberts | 300 Sav    |            |
| 1951 | 222 Rem    |            |            |            | 257 Roberts | 300 Sav    |            |
| 1952 | 222 Rem    |            |            |            | 257 Roberts | 300 Sav    |            |
| 1953 | 222 Rem    |            |            |            | 257 Roberts | 300 Sav    |            |
| 1954 | 222 Rem    |            |            |            | 257 Roberts | 300 Sav    |            |
| 1955 | 222 Rem    |            |            | 244 Rem    | 257 Roberts | 300 Sav    | 308        |
| 1956 | 222 Rem    |            |            | 244 Rem    | 257 Roberts | 300 Sav    | 308        |
| 1957 | 222 Rem    |            |            | 244 Rem    | 257 Roberts | 300 Sav    | 308        |
| 1958 | 222 Rem    | 222 Mag    |            | 244 Rem    | 257 Roberts | 300 Sav    | 308        |
| 1959 | 222 Rem    | 222 Mag    |            | 244 Rem    | 257 Roberts | 300 Sav    | 308        |
| 1960 | 222 Rem    | 222 Mag    | 243 Win    | 244 Rem    | 257 Roberts |            | 308        |
| 1961 | 222 Rem    | 222 Mag    | 243 Win    | 244 Rem    | 257 Roberts |            | 308        |

| Año  | Modelo 725 | Modelo 725 | Modelo 725 | Modelo 725 | Modelo 725 | Modelo 725 | Modelo 725 | Modelo 725 |
| ---- | ---------- | ---------- | ---------- | ---------- | ---------- | ---------- | ---------- | ---------- |
| 1958 |            |            |            | 270 win    | 280 Rem    | 30-06      |            |            |
| 1959 | 222 Rem    |            | 244 Rem    | 270 win    | 280 Rem    | 30-06      |            |            |
| 1960 | 222 Rem    | 243 win    | 244 Rem    | 270 win    | 280 Rem    | 30-06      |            |            |
| 1961 | 222 Rem    | 243 win    | 244 Rem    | 270 win    | 280 Rem    | 30-06      | .375 H&H   | .458 Win   |

## Legado
Ofrecidos originalmente a menos de 90 USD (alrededor de 1141 USD en la actualidad), los rifles eran asequibles y fueron bien recibidos por el público en el momento de su presentación. Los rifles desarrollaron una reputación de precisión inigualable por otros rifles deportivos producidos en masa de la época. Si bien los precios eran asequibles, la versión de grado estándar ha sido criticada por su estética simple y su protector de gatillo de acero estampado.
Quizás el legado más perdurable del Modelo 721 es el Remington Modelo 700, el rifle de cerrojo más vendido de la historia y considerado como uno de los mejores rifles de caza de fuego central jamás producidos. El modelo 700 reemplazó al 721 en 1962, pero continuó en gran medida con el diseño del 721 al tiempo que incorporaba mejoras estéticas modernas (muchas de las cuales se previeron en el 725). Hoy en día, muchos aprecian y recolectan muestras de la familia 721, en particular aquellas en excelentes condiciones o con características raras o calibres poco comunes.